# 愛染国俊
愛染国俊（あいぜんくにとし）は、鎌倉時代に作られたとされる日本刀（短刀）。日本の重要文化財に指定されており、大阪府茨木市にある法人が所蔵する。

## 概要
鎌倉時代後期、山城国来派の実質的な祖である刀工・国行の子とされる国俊によって作られた刀である。国俊作とされる刀には「国俊」と銘を切る刀と「来国俊」と銘を切る刀があり、これら2つの銘の違いにより作風も異なることから両者は別人であるとする説が有力である。そのうち「国俊」と2文字のみ銘を切る方の刀工は通称「二字国俊」と呼ばれており、切先が丸く詰まった猪首切先（いくびきっさき）と豪壮な造りであることが特徴である。愛染国俊は「二字国俊」の作品としては唯一の短刀であるため貴重とされている。
愛染国俊という名前の由来は、茎に愛染明王の図が彫られていることによる。愛染明王は衆生を解脱させるために武器を手にする守護仏であり、軍神として戦国武将の中では崇敬が篤かった。徳川8代将軍吉宗が本阿弥家に命じて編纂させた名刀の目録である『享保名物帳』によると、かつては豊臣秀吉が所有していたとされる。1615年（元和元年）の大坂夏の陣を経て徳川家康の手に渡ったものと考えられている。翌1616年（元和2年）に大坂の陣で軍功のあった美作津山藩主の森忠政に下賜された。忠政の死後は、遺品として再度徳川将軍家に献上された。
3代将軍徳川家光の養女である大姫が加賀藩主の前田光高に嫁ぎ、2人の間に生まれた長男は犬千代丸（後の第4代藩主前田綱紀）と名付けられた。1644年（正保元年）に大姫が里帰りとして江戸城へ登城した際、当時2歳前後の犬千代丸が祖父である家光に初めてお目見えした際に愛染国俊を与えられた。以降は金沢前田家に伝来し、1933年（昭和8年）には前田利為侯爵名義で重要美術品に認定された。続いて、1935年（昭和10年）4月30日には国宝保存法に基づく国宝（旧国宝）に指定され、1950年（昭和25年）の文化財保護法施行後は重要文化財となった。指定名称は「短刀銘国俊(名物愛染国俊)
」。その後、加賀前田家の所有を離れた。2000年時点では千葉県千葉市の個人蔵だった。2016年までには
、大阪府茨木市の株式会社ブレストシーブの所有となっている。2019年時点では日本刀剣博物技術研究財団が保存に関与している。

## 作風

### 刀身
刃長（はちょう、刃部分の長さ）は28.7センチメートル、反り（切先から鎺元まで直線を引いて直線から棟が一番離れている長さ）は0.2センチメートル、元幅（もとはば、刃から棟まで直線の長さ）は2.7センチメートル。造込（つくりこみ）は平造りであり、庵棟（いおりむね、刀を背面から断面で見た際に屋根の形に見える棟）で身幅広く浅く反る。
刃文（はもん）は、互の目（ぐのめ、丸い碁石が連続したように規則的な丸みを帯びた刃文）乱れで、鍛えは梨子肌であり、匂深く小沸付きである。帽子（ぼうし、切先部分の刃文）は乱込みて返り、指表（さしおもて）には素剣が、指裏には棒樋と腰樋が彫られる。茎（なかご、柄に収まる手に持つ部分）は生ぶ、鑢目切で銘は「國俊」と切られるほか、茎の目釘孔の上には号の由来である愛染明王が彫られている。